# فلیکس مونتی
فلیکس مونتی (اسپانیایی: Félix Monti‎؛ زادهٔ ۶ ژانویهٔ ۱۹۳۸) یک فیلم‌بردار اهل آرژانتین است.
دو فیلم او با استقبال بسیار خوبی روبرو شده‌اند: گزارش رسمی (۱۹۸۵) و دختر مقدس (۲۰۰۴).
همچنین فیلم راز در چشمان آنها در سال ۲۰۰۹ نامزد دریافت جایزه اسکار بهترین فیلم خارجی شد.
از دیگر فیلم‌های او می‌توان به طاعون و گرینگوی پیر اشاره نمود.